# Френдшип (тауншип, Миннесота)
Френдшип (англ. Friendship) — тауншип в округе Йеллоу-Медисин, Миннесота, США. На 2000 год его население составило 258 человек.

## География
По данным Бюро переписи населения США площадь тауншипа составляет 91,2 км², из которых 90,9 км² занимает суша, а 0,3 км² — вода (0,31 %).

## Демография
По данным переписи населения 2000 года здесь находились 258 человек, 91 домохозяйство и 75 семей. Плотность населения — 2,8 чел./км². На территории тауншипа расположено 100 построек со средней плотностью 1,1 построек на один квадратный километр. Расовый состав населения: 97,67 % белых и 2,33 % — других рас США. Испанцы или латиноамериканцы любой расы составляли 2,71 % от популяции тауншипа.
Из 91 домохозяйств в 42,9 % воспитывались дети до 18 лет, в 80,2 % проживали супружеские пары, в 1,1 % проживали незамужние женщины и в 16,5 % домохозяйств проживали несемейные люди. 15,4 % домохозяйств состояли из одного человека, при том 6,6 % из — одиноких пожилых людей старше 65 лет. Средний размер домохозяйства — 2,84, а семьи — 3,17 человека.
32,2 % населения — младше 18 лет, 5,8 % — в возрасте от 18 до 24 лет, 22,9 % — от 25 до 44, 28,3 % — от 45 до 64, и 10,9 % — старше 65 лет. Средний возраст — 40 лет. На каждые 100 женщин приходилось 118,6 мужчин. На каждые 100 женщин старше 18 приходилось 103,5 мужчин.
Средний годовой доход домохозяйства составлял 42 404 доллара, а средний годовой доход семьи — 46 250 долларов. Средний доход мужчин — 32 500 долларов, в то время как у женщин — 18 393. Доход на душу населения составил 18 718 долларов. За чертой бедности находились 2,4 % семей и 3,0 % всего населения тауншипа, из которых 18,2 % старше 65 лет.